# Wang Yao-yi
Wang Yao-Yi (* 18. Mai 1994) ist ein taiwanischer Biathlet.
Wang Yao-Yi gab sein internationales Debüt zum Auftakt der Saison 2010/11 in Beitostølen im IBU-Cup und wurde in seinen ersten beiden Sprintrennen 120. und 101. und damit Vorletzter und Letzter. Erstes Großereignis wurden die Winterasienspiele 2011 in Almaty, bei denen Wang im Sprint 13. und damit Vorletzter vor seinem Landsmann Liu Yung-Chien wurde und im Verfolgungsrennen als überrundeter Läufer das Rennen nicht beendete. Zeigte er beim Sprint mit drei Fehlern noch eine ansprechende Schießleistung, war diese mit acht Fehlern nach drei Schießen weniger gut.